# Villequier-Aumont
 Villequier-Aumont  es una población y comuna francesa, en la región de Picardía, departamento de Aisne, en el distrito de Laon y cantón de Chauny.

## Demografía
| 473 | 503 | 504 | 600 | 603 | 602 |
| Para los censos de 1962 a 1999 la población legal corresponde a la población sin duplicidades (Fuente: INSEE [Consultar]) |     |     |     |     |     |